# رزمناو روسی ماسکوا
رزم‌ناو روسی ماسکوا (به روسی: Москва، تلفظ [mɐskˈva]  ( گوش دهید)) که سابقاً اسلاوا (به روسی: Слава) نام داشت، یک رزم‌ناو موشک‌انداز نیروی دریایی روسیه بود. ماسکوا کشتی اصلی کلاس پروژه ۱۱۶۴ آتلانت بود و به نام شهر مسکو نامگذاری شده بود و از آن به عنوان گل سرسبد ناوگان دریای سیاه روسیه یاد می‌شد. کشتی ماسکوا حامل ۱۶ موشک کروز بازالت بود که هر یک بیش از پنج تن وزن دارند.

## تاریخچه
رزم‌ناو اسلاوا در سال ۱۹۷۶ در کارخانهٔ کشتی‌سازی ۴۴۵ متعلق به کارخانهٔ کشتی‌سازی ۶۱ کومونارا در میکولائیف، واقع در جمهوری سوسیالیستی اوکراین ساخته و در سال ۱۹۷۹ به آب انداخته شد. این رزم‌ناو در ۳۰ ژانویه ۱۹۸۳ به خدمت نیروی دریایی شوروی درآمد.
این رزم‌ناو در اجلاس مالت (۳–۲ دسامبر ۱۹۸۹) که بین میخائیل گورباچف، رهبر شوروی و جورج اچ. دابلیو. بوش، رئیس‌جمهور ایالات متحده آمریکا برگزار شد، نقش داشت. این کشتی توسط هیئت شوروی استفاده می‌شد، در حالی که محل استقرار هیئت آمریکایی بر روی کشتی USS Belknap قرار داشت. این کشتی‌ها در اسکله‌ای در سواحل مارساکسلوک لنگر انداخته بودند. آب و هوای طوفانی و دریای متلاطم منجر به لغو یا تغییر برنامه برخی از جلسات شد. این موضوع باعث شد تا رسانه‌های بین‌المللی از این اجلاس با عنوان «اجلاس دریازده» یاد کنند. در نهایت، جلسات در عرشه کشتی تفریحی ماکسیم گورکی، یک کشتی تفریحی شوروی که در خلیج مارساکسلوک لنگر انداخته بود، برگزار شد.
رزم‌ناو اسلاوا در دسامبر ۱۹۹۰ برای بازسازی و تعمیراتی که تا اواخر ۱۹۹۸ ادامه داشت، به میکولائیف بازگشت و به‌طور رسمی در ۱۵ مه ۱۹۹۵، به ماسکوا تغییر نام داد.

## غرق شدن
در ۱۳ آوریل ۲۰۲۲، دو مقام اوکراینی گفتند که ماسکوا مورد اصابت موشک‌های ضد کشتی نپتون ساخت اوکراین قرار گرفته و در دریای سیاه آتش گرفته است. وزارت دفاع روسیه بدون اشاره به حملهٔ اوکراین اعلام کرد که این کشتی پس از آتش‌سوزی که باعث انفجار مهمات شد، آسیب جدی دیده، امّا شناور مانده است. یک روز بعد، مقامات روسی غرق شدن کشتی را پس از تلاش ناموفق برای برگرداندن آن به ساحل و انجام تعمیرات تأیید کردند.
روز ۲۶ فروردین‌ماه ۱۴۰۱ یک مقام ارشد پنتاگون تأیید کرد که دو موشک «نپتون» اوکراین رزم‌ناو روسی ماسکوا را در دریای سیاه مورد هدف قرار داده است. پیش از آن مقام‌های روسیه مدعی شده بودند که غرق شدن این رزم‌ناو به خاطر «وضعیت طوفانی دریا و در پی انفجار در انبار مهمات آن» اتفاق افتاده است.